# Bothus constellatus
Bothus constellatus es una especie de pez de la familia Bothidae en el orden de los Pleuronectiformes.

## Hábitat
Es un pez de mar.

## Morfología
- Pueden llegar a alcanzar los 15.7 cm de longitud total.[1]

## Distribución geográfica
Se encuentra en las costas del Pacífico Occidental (Nueva Zelanda e Islas Gambier) y en el Pacífico Oriental (desde el Golfo de California hasta el Perú, incluyendo las Islas Galápagos).